# Sodankylä
Sodankylä (nordsamiska: Soađegilli; enaresamiska: Suáđigil; skoltsamiska: Suäʹđjel) är en kommun i landskapet Lappland i Finland. Sodankylä har 8 187 invånare (2021) och har en yta på 12 415,5 km². Kommunen är till ytan näst störst i Finland efter Enare. Jägarbrigaden har sin stab i Sodankylä.
Sodankylä är en enspråkigt finsk kommun, förutom norra delen av kommunen (området tillhörande Lappi renbeteslag) som hör till Samernas hembygdsområde, med också nordsamiska som officiellt språk. Antalet samisktalande i Sodankylä uppgick 2021 till 129 personer.

## Historia
1916 utbröts ur Sodankylä kommun Pelkosenniemi kommun och Savukoski kommun.
Sodankylä drabbades i samband med fortsättningskriget. Sedan Finland ingått vapenstillestånd med Sovjetunionen den 4 september 1944, fortsatte krigshandlingarna i ett krig mellan Finland och Tyskland, Lapplandskriget, i finländska försök att, enligt vapenstilleståndsfördraget, driva ut de tyska styrkorna ur landet. När tyskarna drog sig tillbaka från Lappland, tillämpade de den brända jordens taktik och bland annat brändes Sodankylä ned till grunden.

## Tätorter
Vid tätortsavgränsningen den 31 december 2021 fanns endast en tätort inom Sodankylä kommuns område: Sodankylä kyrkoby med 4 885 invånare.

## Politik

### Mandatfördelning i Sodankylä kommun, valen 1976–2021
| 12 | 2 | 16 |  | 4 |

| 10 | 3 |  | 17 | 4 |

| 10 | 4 |  | 16 | 4 |

| 9 | 4 |  | 18 | 3 |

| 9 | 4 | 2 | 2 | 16 | 2 |

| 9 | 3 |  |  | 19 | 2 |

| 8 | 3 |  | 22 |  |

| 8 | 3 |  | 22 |  |

| 24 | 11 |

| 8 | 4 | 3 | 14 | 6 |

| 22 | 13 |

| 7 | 2 |  | 4 | 14 | 7 |

| 21 | 14 |

| 5 | 2 | 2 | 2 | 11 |  | 4 |

| 17 | 10 |

| 2 |  | 2 | 7 | 3 | 8 |  | 3 |

| 19 | 8 |

### Valresultat i kommunalvalet 2017
| Parti                 | Parti                             | Röstfördelning | Röstfördelning | Röstfördelning | Röstfördelning | Mandatfördelning | Mandatfördelning |
| Parti                 | Parti                             | Antal          | Andel %        | Antal +−       | Andel % +−     | Antal            | +−               |
| --------------------- | --------------------------------- | -------------- | -------------- | -------------- | -------------- | ---------------- | ---------------- |
|                       | Centern i Finland                 | 1 504          | 35,2           | −256           | −2,6           | 11               | −3               |
|                       | Vänsterförbundet                  | 767            | 17,9           | −157           | −1,9           | 5                | −2               |
|                       | Samlingspartiet                   | 623            | 14,6           | −290           | −5,0           | 4                | −3               |
|                       | Gröna förbundet                   | 408            | 9,5            | +167           | +4,4           | 2                | +1               |
|                       | Finlands Socialdemokratiska Parti | 398            | 9,3            | +81            | −2,5           | 2                | 0                |
|                       | Sannfinländarna                   | 368            | 8,6            | −133           | −2,2           | 2                | −2               |
|                       | Krista Stauffer                   | 131            | 3,1            | Ny             | Ny             | 0                | 0                |
|                       | Kristdemokraterna i Finland       | 75             | 1,8            | Ny             | Ny             | 1                | Ny               |
| Giltiga röster totalt | Giltiga röster totalt             | 4 274          | 100,00         | −382           | —              | 27               | −8               |
| Ogiltiga röster       | Ogiltiga röster                   | 34             | 0,8            | +8             | —              |                  |                  |
| Valdeltagande         | Valdeltagande                     | 4 308          | 59,7           | −374           | −4,3           |                  |                  |
| Röstberättigade       | Röstberättigade                   | 7 211          | —              | −99            | —              |                  |                  |

Källa:
I valet ställde Samlingspartiet och Kristdemokraterna upp i ett valförbund.

### Vänorter
Sodankylä har följande vänorter:
- Kola, Ryssland
- Norsjö kommun, Sverige
- Berlevågs kommun, Norge
- Heiligenblut, Österrike
- Révfülöp, Ungern

## Demografi

### Befolkningsutveckling
| Befolkningsutvecklingen i Sodankylä 1975–2020                                                                | Befolkningsutvecklingen i Sodankylä 1975–2020 | Befolkningsutvecklingen i Sodankylä 1975–2020 | Befolkningsutvecklingen i Sodankylä 1975–2020 | Befolkningsutvecklingen i Sodankylä 1975–2020 |
| --- | --------------------------------------------- | --------------------------------------------- | --------------------------------------------- | --------------------------------------------- |
| |                                               |                                               |                                               |                                               |
| År |                                               |                                               | Folkmängd                                     |                                               |
| 1975 | 1975                                          |                                               | 10 062                                        |                                               |
| 1980 | 1980                                          |                                               | 10 117                                        |                                               |
| 1985 | 1985                                          |                                               | 10 490                                        |                                               |
| 1990 | 1990                                          |                                               | 10 576                                        |                                               |
| 1995 | 1995                                          |                                               | 10 736                                        |                                               |
| 2000 | 2000                                          |                                               | 9 922                                         |                                               |
| 2005 | 2005                                          |                                               | 9 216                                         |                                               |
| 2010 | 2010                                          |                                               | 8 779                                         |                                               |
| 2015 | 2015                                          |                                               | 8 782                                         |                                               |
| 2020 | 2020                                          |                                               | 8 266                                         |                                               |
| Anm: Uppgifterna avser förhållandena den 31 december nämnda år enligt områdesindelningen den 1 januari 2021. |                                               |                                               |                                               |                                               |

### Språk
Befolkningen efter språk (modersmål) den 31 december 2021. Finska, svenska och samiska räknas som inhemska språk då de har officiell status i landet. Resten av språken räknas som främmande. För språk med färre än 10 talare är siffran dold av Statistikcentralen på grund av sekretesskäl.
| Språk                        | Talare 2021-12-31 | Talare 2021-12-31 |
| Språk                        | Antal             | Andel (%)         |
| ---------------------------- | ----------------- | ----------------- |
| Hela befolkningen            | 8 187             | 100,0             |
| Finska                       | 7 903             | 96,5              |
| Samiska                      | 129               | 1,6               |
| Svenska                      | 15                | 0,2               |
| Främmande språk totalt       | 140               | 1,7               |
| Engelska                     | 23                | 0,3               |
| Ryska                        | 21                | 0,3               |
| Estniska                     | 15                | 0,2               |
| Polska                       | 10                | 0,1               |
| Språk med färre än 10 talare | 71                | 0,9               |

## Galleri

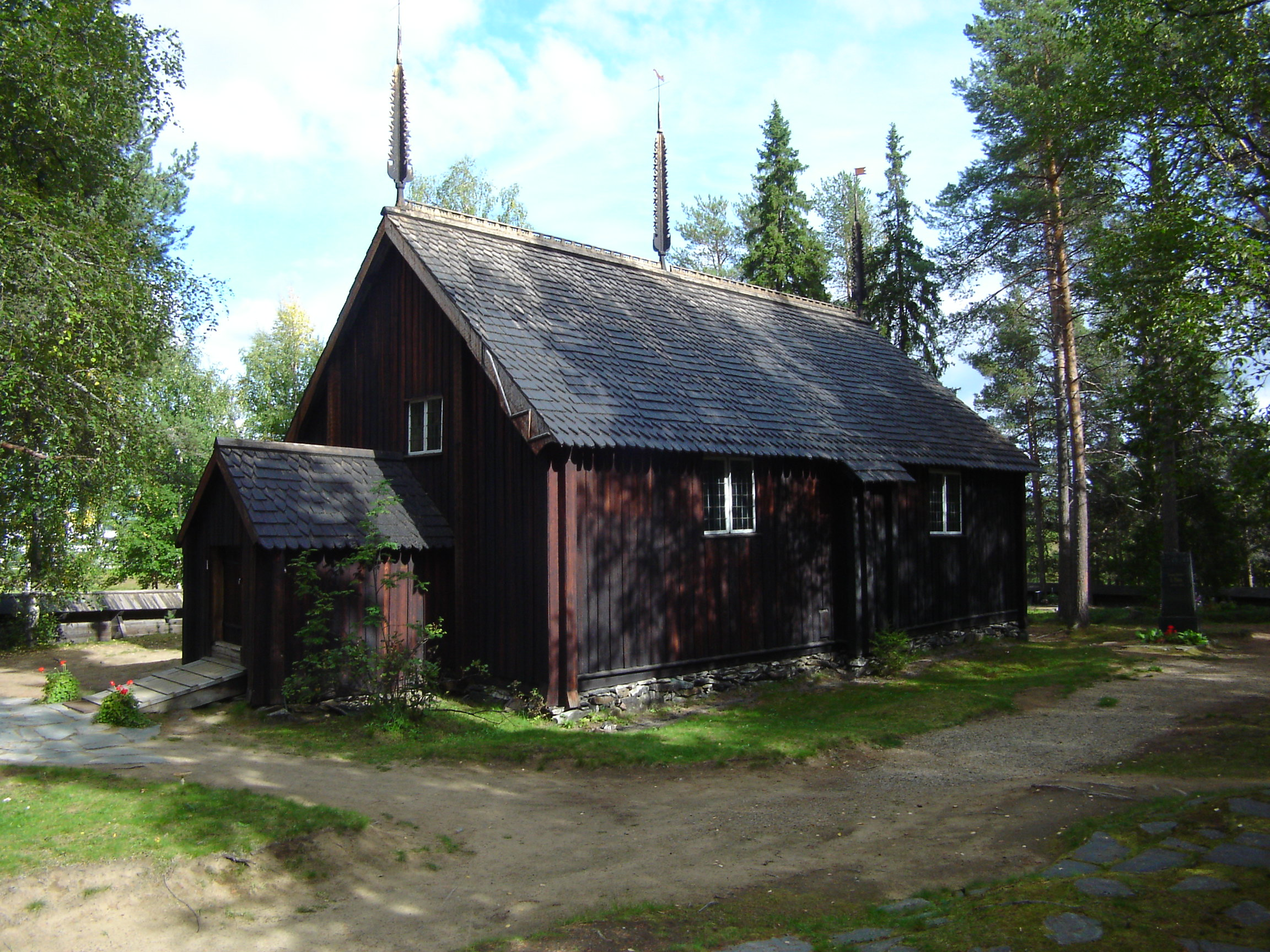
Sodankylä gamla kyrka, byggd 1689.
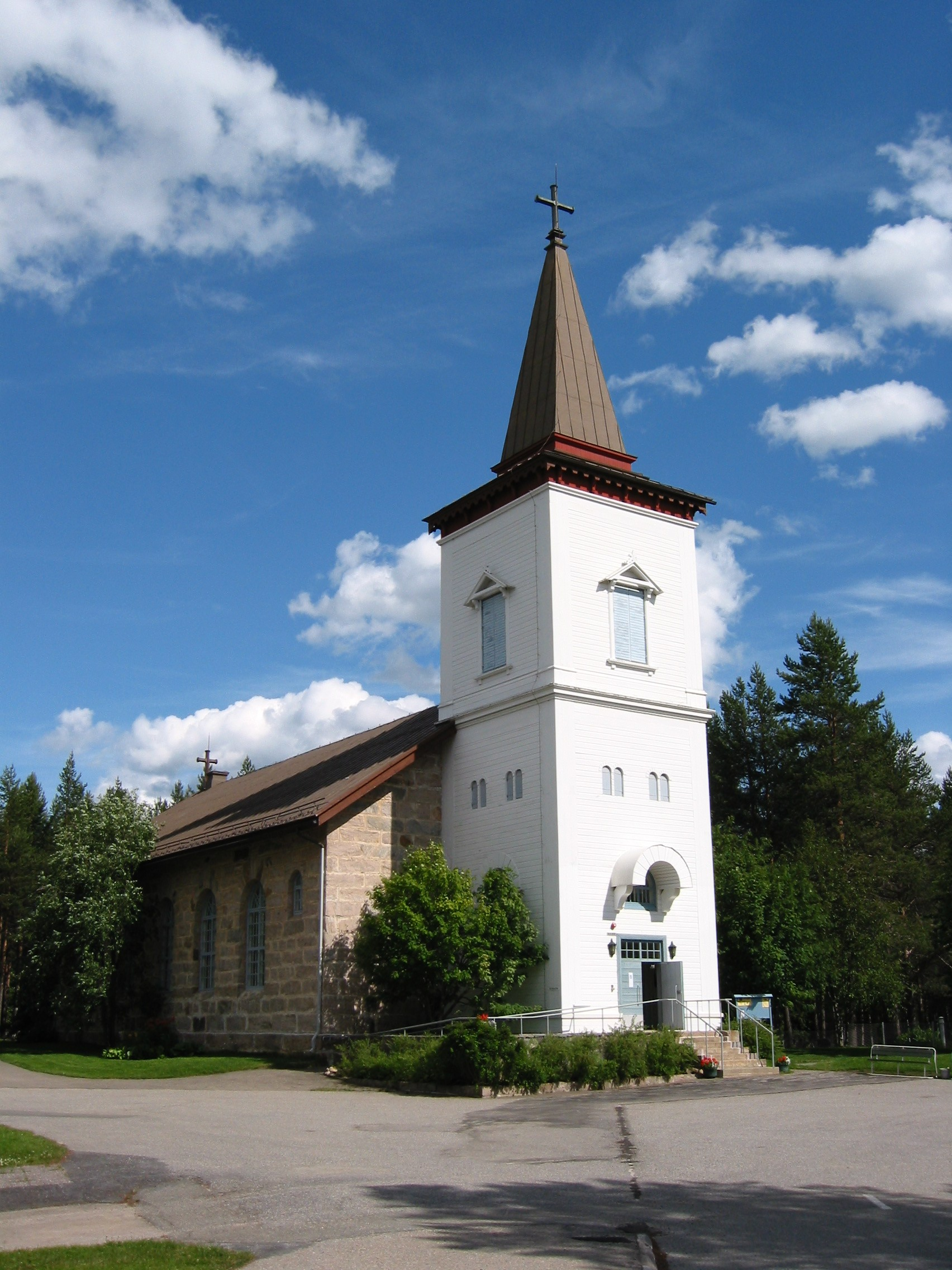
Nya kyrkan i Sodankylä, invigd 1859.
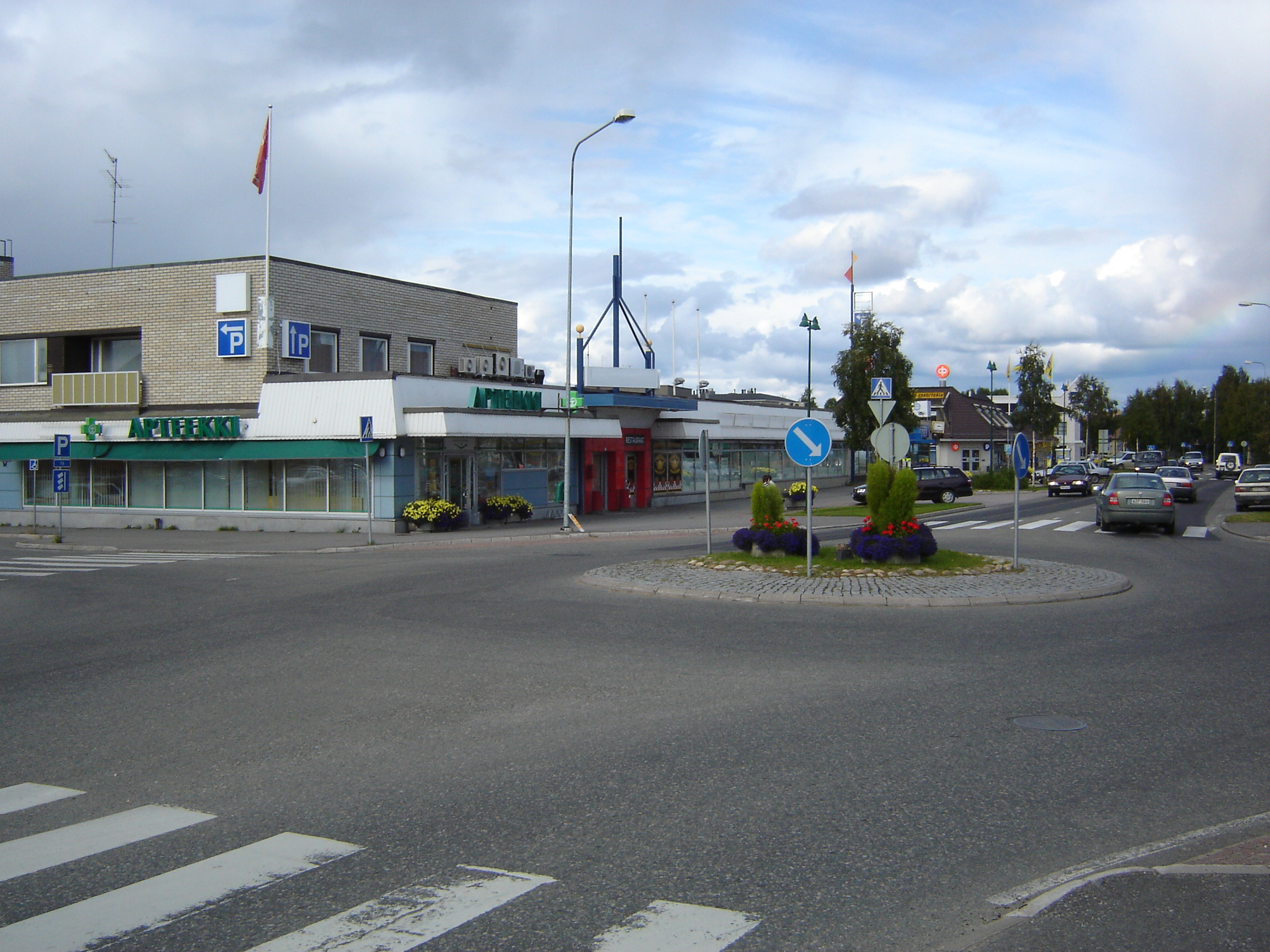
Sodankyläs centrum 2007.
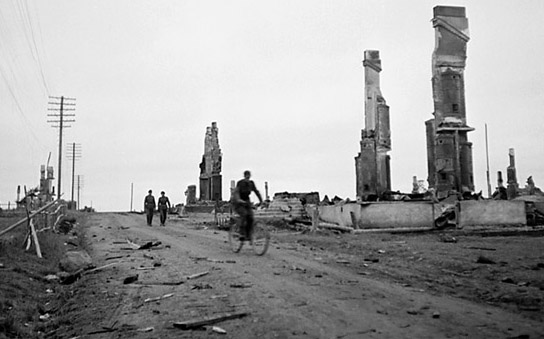
Sodankylä nedbränt av retirerande tyska trupper i oktober 1944.